# Watarrka-Nationalpark

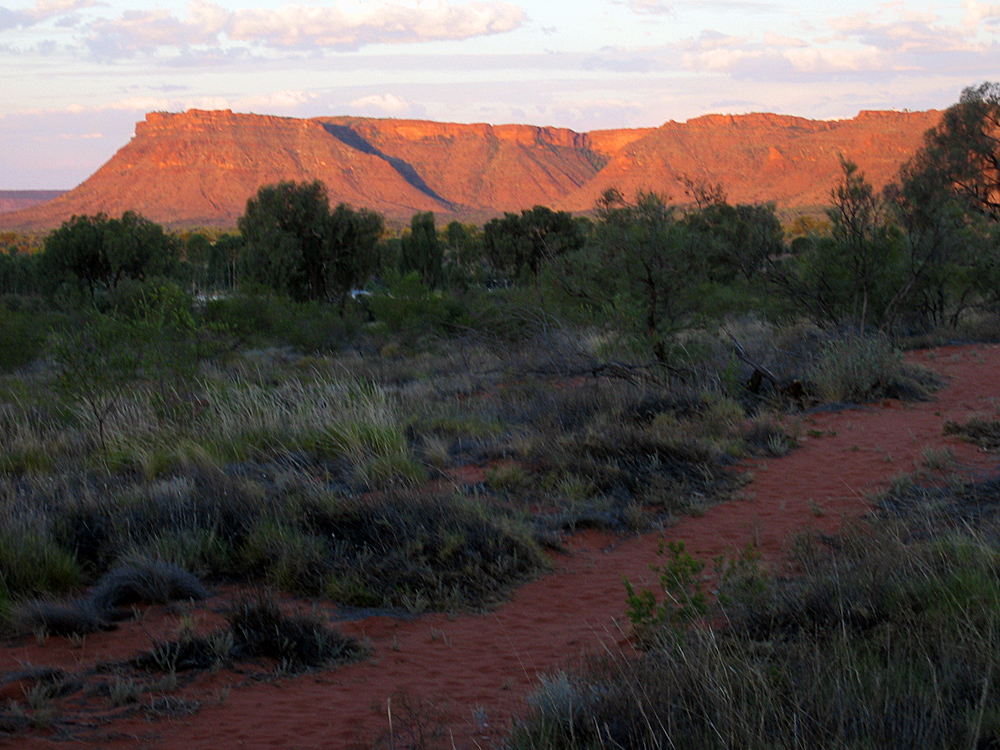
Blick auf die George Gill Range mit Kings Canyon

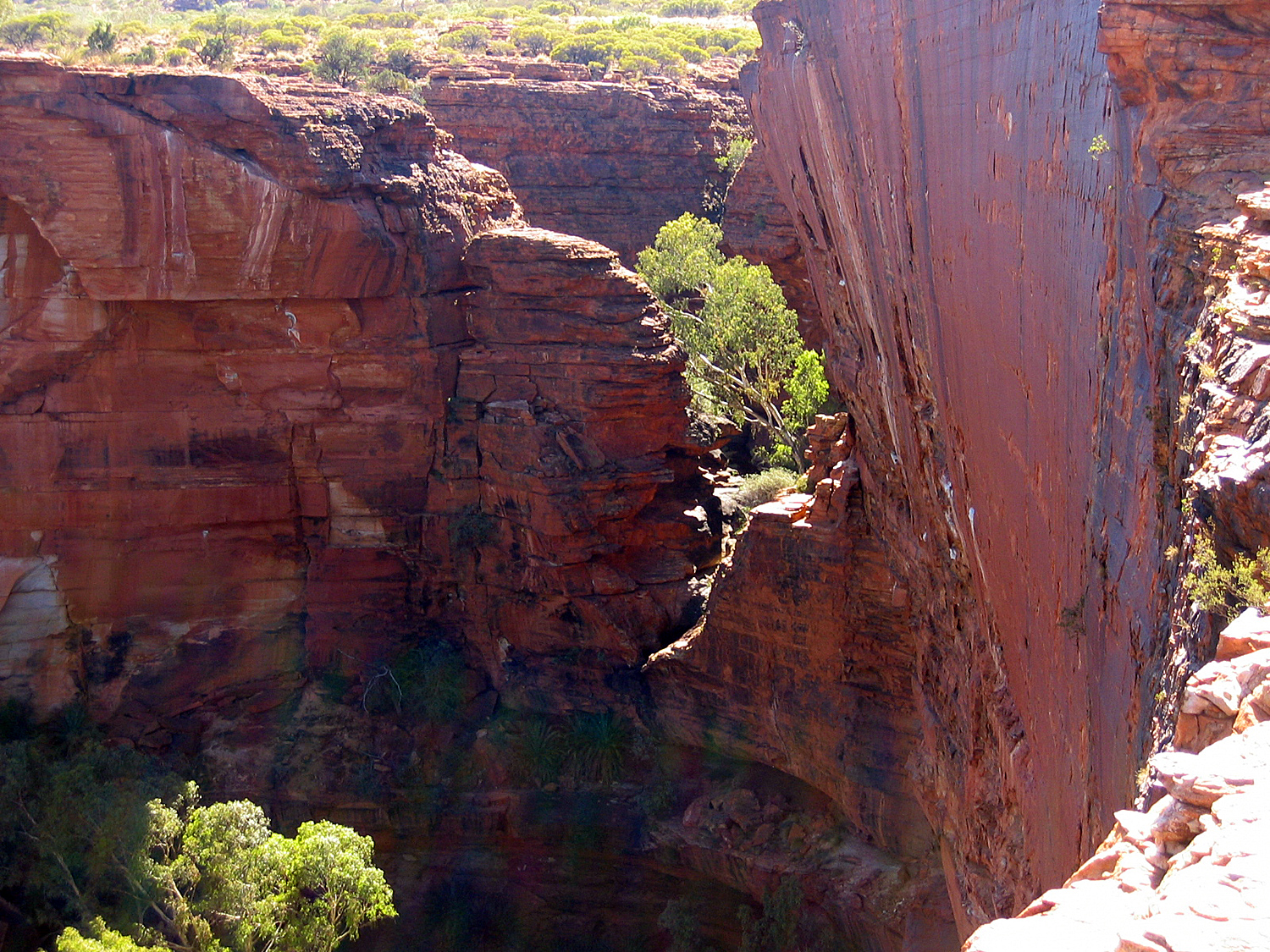
Im Kings Canyon

Der Watarrka-Nationalpark umfasst den westlichen Teil der George Gill Range mit dem Kings Canyon, der größten Schlucht Australiens sowie die Kathleen Springs. Der Kings Creek schuf die 270 m tiefe Schlucht in den Sandsteinwände des Hochplateaus. Auf dem Grund der Schlucht trocknen die vorhandenen Wasserlöcher nie aus. Im oberen Teil befindet sich die Oase Garten Eden, ein Wasserpool umgeben von 100 m hohen Steilwänden mit üppiger Vegetation, in der auch Palmfarne als Überbleibsel eines feuchttropischen Klimas wachsen. 
Die Lost City sind Felsendome auf dem Plateau, die von Höhlen durchzogen sind und den Aborigines des Volks der Luritja als Schlaf- und Kultstätten dienten. Felsgravuren und Malereien deuten auf eine Besiedelung von mehreren tausend Jahren hin.

## Flora und Fauna
Eine im Jahre 1986 durchgeführte Zählung ergab fast 600 Pflanzenarten. Die hohe Luftfeuchtigkeit in der Schlucht ermöglicht die große Pflanzenvielfalt von Red River Gums über Bottle Brushes bis Fig Trees. Aber auch die Tierwelt liebt die kühle Feuchte. Neben Wellensittichen, Zebrafinken und Diamanttäubchen sind auch der Red-backed Kingfisher und der Golden Kingfisher anzutreffen. Außerhalb der Schlucht herrscht eine karge Vegetation mit Spinifexgras, Wüstenkasuarien und Geisterbäumen vor.

## Geschichte
Die Forschungsreisenden Ernest Giles und William Gosse waren die ersten Weißen, die das ausgetrocknete Flussbett 1872 erreichten und es nach ihrem Hauptsponsor Fieldon King benannten. Ihr Bericht brachte viele Rinderfarmer in das Gebiet. Trotzdem ist es erst seit 1960 erreichbar, nachdem Jack Cotterill eine Piste zum Kings Canyon baute. Ende der 1990er Jahre wurde eine Zufahrt asphaltiert.